# Збірна В'єтнаму з футболу
Збірна В'єтнаму з футболу — національна збірна, яка представляє В'єтнам на міжнародних футбольних змаганнях. Контролюється Федерацією футболу В'єтнаму. Вона ніколи не потрапляла на Чемпіонат світу з футболу. Станом на 3 квітня 2025 посідає 109-e місце у рейтингу футбольних збірних світу.

## Історія
У 1950-70-х роках існувала збірна Південного В'єтнаму. Вона брала участь у кваліфікаційних турнірах чемпіонатів світу і Азії і в 1956 і 1960 роках пробивалася до четвірки найкращих команд континенту. Збірна Північного В'єтнаму, що дебютувала в 1956 році, з політичних причин в міжнародних турнірах не грала і брала участь лише в товариських матчах з командами з інших соціалістичних країн. Збірна об'єднаного В'єтнаму провела свій перший матч в 1991 році, а з 1993 року вона включилася в боротьбу за право зіграти на чемпіонаті світу.
У 2007 році була відкрита нова сторінка в історії в'єтнамського футболу: В'єтнам спільно з Індонезією, Малайзією і Таїландом став організатором Кубку Азії, і збірна В'єтнаму вперше взяла участь у головному футбольному турнірі континенту. Здобувши перемогу в дебютному матчі з командою ОАЕ і зігравши внічию з Катаром, підопічні австрійського тренера Альфреда Рідля пробилися до чвертьфіналу континентальної першості, де поступилися лише майбутнім чемпіонам - збірній Іраку.
У грудні 2007 року Альфред Рідль покинув пост тренера збірної В'єтнаму. На зміну йому прийшов португалець Енріке Калішту, який вже працював зі збірною в 2002 році. Під його керівництвом В'єтнам став переможцем чемпіонату АСЕАН 2008.

## Чемпіонат світу
- 1994 — не пройшла кваліфікацію
- 1998 — не пройшла кваліфікацію
- 2002 — не пройшла кваліфікацію
- 2006 — не пройшла кваліфікацію
- 2010 — не пройшла кваліфікацію
- 2014 — не пройшла кваліфікацію
- 2018 — не пройшла кваліфікацію

## Кубок Азії
- 1996 — не пройшла кваліфікацію
- 2000 — не пройшла кваліфікацію
- 2004 — не пройшла кваліфікацію
- 2007 — чвертьфінал
- 2011 — не пройшла кваліфікацію
- 2015 — не пройшла кваліфікацію
- 2019 — чвертьфінал

## Досягнення
- Арабські Ігри (2011)
- Ігри Перської Затоки (2011)